# Ireneüs van Lyon
Ireneüs van Lyon (Oudgrieks: Εἰρηναῖος, Eirenaios; Latijn: Irenaeus) (Smyrna, circa 122 – Lugdunum (Lyon), 202) is de eerste grote theoloog en kerkvader van de christelijke kerk, na de periode van de apostelen. Zijn betekenis voor de vroeg-christelijke kerk is heel groot geweest. Zijn formulering van de verzoeningsleer werd later, bij het Eerste Concilie van Nicea, tot grondslag van het christendom uitgeroepen. Ook de door hem opgestelde geloofsbelijdenis werd toen grotendeels overgenomen. Onder protestantse theologen wordt hij vaak beschouwd als degene die het zuivere christendom zou hebben beschreven. Zijn werken zijn vooral van belang om de situatie van de vroege christenen te bestuderen en om zijn (deels erg subjectieve) beschrijving van de onorthodoxe (volgens hem ketterse) christenen. Ireneüs gold als de belangrijkste bron van kennis over de door hem fel bestreden gnostiek tot de vondst van de Nag Hammadigeschriften.
Ireneüs is afkomstig uit Klein-Azië (het huidige Turkije) en is een leerling van Polycarpus van Smyrna.

## Leven

### Jeugd
Ireneüs werd in Klein-Azië, in of nabij Smyrna, het huidige İzmir in Turkije, geboren, waarschijnlijk uit christelijke ouders, aangezien hij nergens iets over zijn bekering vermeldt en al op jeugdige leeftijd kennis maakte met Polycarpus. Polycarpus was de bisschop of presbyter van Smyrna, die door de Apostel Johannes was aangesteld. Waarschijnlijk bleef Ireneüs tot ongeveer zijn vijftiende jaar in Smyrna; mogelijk is hij na de gruwelijke marteldood van Polycarpus naar Lyon gekomen (circa 155 na Christus).

### Lyon
Toen Ireneüs in Lyon (destijds Lugdunum) arriveerde, kwam hij in de belangrijkste stad van de betrekkelijk rijke Romeinse provincie Gallië terecht. In deze omgeving was al eerder een snel groeiende christelijke gemeenschap ontstaan, waarbij Ireneüs en zijn ouders zich aansloten. Deze gemeenschap ondervond blijkbaar concurrentie van een gnostische gemeenschap, de 'Marcosianen', volgelingen van Marcus de Magiër.
Onder de regering van de Romeinse keizer Marcus Aurelius (120-180 na Christus) was hij, voor hij bisschop werd, presbyter (oudste/ouderling) van Lyon. In die hoedanigheid werd hij als afgezant naar Rome gezonden om met paus Eleutherius over de millenaristische montanisten, een radicale christelijke groep, te spreken. Er werd tevens gesproken over de datum van de paasviering.

### Bisschop
In 177 na Christus was er in Lyon en Zuid-Gallië een grote christenvervolging. Daarbij kwam onder andere de hoogbejaarde, 90-jarige bisschop Pothinus als martelaar om het leven. Na de vervolging werd Ireneüs, die vermoedelijk was ontsnapt aan de vervolging als gevolg van zijn missie naar Rome, aangesteld als bisschop van Lyon. Hij bleef bisschop tot zijn dood in circa 202 na Christus.

## Werken
In de hoofdstukken 7, 20 en 26 van boek V van zijn Kerkgeschiedenis geeft Eusebius van Caesarea een opsomming van de hem bekende werken van Ireneüs:
- Ontmaskering en omverwerping van de valselijk zo genoemde gnosis[1] (Kerkgeschiedenis, V.7.1),
- Uitleg over de apostolische prediking,[2]
- een traktaat Over de Ogdoade,
- "een boekrol met talrijke uiteenzettingen, waarin Ireneüs de brief aan de Hebreeën en de zogenaamde Wijsheid van Salomo vermeldt" (Kerkgeschiedenis, V.20.1),
- verscheidene brieven, waaronder een aan Blastus over het schisma, en een aan Florinus, over de Monarchie (Kerkgeschiedenis, V.26)

Op de beide eerste werken na, zijn Ireneüs' geschriften ons slechts overgeleverd in enkele tekstfragmenten.

### Inhoud
Meestal aangeduid met Adversus Haereses ("Tegen de ketters") naar de titel van de Latijnse vertaling, is het belangrijkste werk van Ireneüs ongetwijfeld zijn "Ontmaskering en omverwerping van de valselijk zo genoemde gnosis", met zijn Griekse titel Ἔλεγχος καὶ ἀνατροπὴ τῆς ψευδωνύμου γνώσεως, Elenchos kai anatropè tès pseudonumou gnôseôs.
De Griekse titel is een accurate weergave van de bedoeling van de auteur. Het werk is onderverdeeld in vijf "boeken":
- boek I geeft informatie over de Valentiniaanse gnostici en hun voorgangers, die teruggaan op Simon Magus.
- boek II bevat een beredeneerde bewijsvoering waarom de leerstellingen van het Valentinianisme geen verdienste hebben.
- boek III toont aan dat deze leerstellingen vals zijn aan de hand van een bewijsvoering uit de Evangeliën.
- boek IV bevat uitspraken van Jezus en benadrukt de eenheid van het Oude Testament en het Evangelie.
- het laatste boek, boek V, bevat nog meer uitspraken van Jezus, plus de brieven van de apostel Paulus.[3]

Gevaarlijk vond Ireneüs het feit dat gnostische leer bepaalde 'heilsfeiten' (belangrijke christelijke leerstukken) loochende, zoals de menswording van God, (en de daaruit voortvloeiende trinitarische theologie), de verzoeningsleer, de schepping en de eenheid van de drieëne God (bepaalde gnostici geloofden volgens hem in twee goden, een boosaardige Schepper-God en een goedaardige Verlosser-God, die door Jezus Christus werd verkondigd.). Ireneüs vermeldde een geloofsbelijdenis, die later ook vorm kreeg in het apostolicum, de geloofsbelijdenis die vandaag de dag nog wordt gelezen en geleerd in de meeste kerken. In de geloofsbelijdenis wordt door Ireneüs sterk gewezen op een goede Schepper die deze goede aarde schiep, maar na de zondeval werd de aanvankelijke harmonie verstoord. Jezus Christus uiteindelijk, is de enige echte Verlosser.
Ireneüs valt ook het docetisme bij de gnostici aan, en hun —in de ogen van Ireneüs— onderwaardering van de menselijke lichamelijkheid, en beklemtoont de werkelijke menswording van Christus. Als omgekeerde pendant van de menswording van God benadrukt hij tegelijk dat de mens is geschapen naar Gods "beeld en gelijkenis" en benadrukt op die manier de waardigheid van het menselijk lichaam.
Van de Demonstratio apostolicae veritatis (Gr.: ἐπίδειξις τοῦ ἀποστολικοῦ κηρύγματος Epideixis tou apostolikou kerugmatos, Uitleg van de apostolische prediking) werd lange tijd gedacht dat het verloren gegaan was, tot er in 1904 een Armeense vertaling gevonden werd.
De Demonstratio kwam tot stand na Adversus haereses, omstreeks 190. In tegenstelling tot zijn voorgaande werk, dat gericht was tegen de ketterijen, beschrijft hij met de Uitleg van de apostolische prediking de inhoud van het christelijk geloof in positieve termen, als een soort vademecum voor de geletterde christen.
In de werken van Ireneüs is ook een zekere spiritualiteit te vinden, hoewel hij de min of meer rationele argumentatie en geloofsbeleving van het christendom belangrijker achtte.

## Ideeëngoed

### Apostolische traditie en successie
Bij vroegkerkelijke schrijvers als Paulinus van Nola en Tertullianus was het idee gegroeid dat de gelovigen als individu en als gemeenschap beschikten over een soort zintuig dat hen bijstaat in hun zoektocht naar het ware geloof. In de praktijk vormde het beroep op die geloofszin vaak een argument voor ketterse strekkingen binnen de nog jonge kerk om hun dubieuze denkbeelden te verkondigen en al te creatief met de Bijbelse geschriften om te gaan.
De apostolische traditie is voor Ireneüs dan ook van groot belang als tegenhanger tegen een te vrije interpretatie van die geloofszin. De verkondiging van het geloof moet terug te voeren zijn op de leer en de verkondiging van de apostelen.
Ireneüs zelf past prima in die traditie. Zelf kende hij immers de bisschop van Smyrna, Polycarpus, die zelf weer een leerling was van de apostel Johannes, die bekendstaat als de 'geliefde leerling.' In deze hoedanigheid bracht hij vele 'ketters' weer terug in de Kerk, omdat hij kon bewijzen dat hij de enige echte leer verkondigde: hij stond namelijk in de apostolische traditie. Zo moest het gezag van de Kerk worden overgedragen: van de apostelen aan de leerlingen van de apostelen, die op hun beurt aan hun leerlingen, enz.
Vanuit de apostolische traditie ontwikkelt Ireneüs verder het begrip van de apostolische successie, waarmee hij het bisschopsambt een centrale rol geeft bij het bewaken en het doorgeven van geloofstraditie. Ireneüs laat de bisschop daarmee als bewaker van de geloofszin van zijn gelovigen, maar slechts in zoverre diezelfde bisschop zich inschrijft in die apostolische traditie van christelijke getuigenis en pastorale inzet.

### Plaats van Rome in de kerk
Zo speelt ook de bisschop van Rome als hoofd van de Kerk een belangrijke rol in het werk van Ireneüs. Van alle bisdommen had Rome de fraaiste geloofsbrieven, of zoals Ireneüs het schrijft is de Romeinse kerk "de grootste en oudste kerk, zeer gekend door allen, gesticht en gevestigd te Rome door de twee glorierijkste apostelen Petrus en Paulus". en hij geeft vervolgens een lijst van bisschoppen van Petrus tot en met de toenmalige bisschop Eleutherus.
Dat was de maatstaf voor de apostolische opvolging. De relatie met de Apostolische Stoel van Petrus was duidelijk: hoewel de toenmalige paus veel minder directe macht had, consulteerde Ireneüs de opvolgers van Petrus over beslissingen in zijn diocees. Tegelijk wees Ireneüs in 190 of 191 paus Victor I terecht toen deze vanwege een dispuut over de juiste paasdatum de oosterse bisdommen buiten de kerk wilde stellen. Hij stelde dat de gemeenten in Klein-Azië zich met recht op hun eigen apostolische overlevering van de paasdatum mochten beroepen.

## Kerkleraar
Op 21 januari 2022 heeft de Congregatie voor de Heilig- en Zaligsprekingsprocessen namens Paus Franciscus Ireneüs tot kerkleraar (Leraar van de Universele Kerk, Doctor unitatis) benoemd.